# Cyornis poliogenys
A Cyornis poliogenys a madarak (Aves) osztályának a verébalakúak (Passeriformes) rendjébe, ezen belül a légykapófélék (Muscicapidae) családjába tartozó faj.

## Rendszerezése
A fajt William Edwin Brooks ír ornitológus írta le 1879-ben.

## Alfajai
- Cyornis poliogenys cachariensis (Madarász, 1884)
- Cyornis poliogenys laurentei (La Touche, 1921)
- Cyornis poliogenys poliogenys W. E. Brooks, 1880
- Cyornis poliogenys vernayi Whistler, 1931[2]

## Előfordulása
Dél- és Délkelet-Ázsiában, Banglades, Bhután, Kína, Malajzia, India, Mianmar és Nepál területén honos. Természetes élőhelyei a szubtrópusi vagy trópusi síkvidéki esőerdők és cserjések. Állandó, nem vonuló faj.

## Megjelenése
Testhossza 15,5–18 centiméter.

## Életmódja
Valószínűleg gerinctelenekkel táplálkozik.

## Természetvédelmi helyzete
Az elterjedési területe rendkívül nagy, egyedszáma viszont csökkenő, de még nem éri el a kritikus szintet. A Természetvédelmi Világszövetség Vörös listáján nem fenyegetett fajként szerepel.